# Congé de paternité
Le congé de paternité est un congé accordé au père après la naissance d'un enfant, congé conçu à partir du modèle du congé de maternité accordé à la mère. Il permet donc la protection contre le licenciement et l'octroi d'un revenu de remplacement à celui qui le prend.

## Par pays
| Pays             | Durée |
| ---------------- | ----- |
| Australie        | 2,0   |
| Autriche         | 13,0  |
| Belgique         | 20,3  |
| Canada           | 5,0   |
| Chili            | 1,0   |
| Colombia         | 2,0   |
| Costa Rica       | 1,6   |
| Tchéquie         | 2,0   |
| Danemark         | 2,0   |
| Estonie          | 4,3   |
| Finlande         | 9,0   |
| France           | 31,0  |
| Allemagne        | 8,7   |
| Grèce            | 11,5  |
| Hongrie          | 1,0   |
| Islande          | 20,0  |
| Irelande         | 7,0   |
| Israel           | 0,0   |
| Italie           | 2,0   |
| Japon            | 52,0  |
| Corée du Sud     | 54,0  |
| Lettonie         | 1,4   |
| Lituanie         | 4,0   |
| Luxembourg       | 28,0  |
| Mexique          | 1,0   |
| Pays-Bas         | 6,0   |
| Nouvelle-Zélande | 0,0   |
| Norvège          | 15,0  |
| Pologne          | 2,0   |
| Portugal         | 22,3  |
| Slovaquie        | 28    |
| Slovénie         | 4,3   |
| Espagne          | 16,0  |
| Suède            | 14,3  |
| Suisse           | 14,0  |
| Turquie          | 1,0   |
| Royaume-Uni      | 2,0   |
| États-Unis       | 0,0   |

### Union européenne
Selon la directive du 20 juin 2019 concernant l’équilibre entre vie professionnelle et vie privée des parents et des aidants, « Les États membres prennent les mesures nécessaires pour que les pères ou, le cas échéant, les personnes reconnues comme seconds parents équivalents par la législation nationale, aient le droit de prendre un congé de paternité de dix jours ouvrables, lequel doit être pris à l'occasion de la naissance de l'enfant du travailleur. »

#### Finlande
En 2020, le gouvernement Marin annonce, d'ici l'automne 2021, l'allongement du congé paternité à sept mois (164 jours), soit autant que le congé maternité, l'un des parents pouvant donner jusqu'à 69 jours à l'autre s'il le souhaite. Aino-Kaisa Pekonen, ministre des Affaires sociales et de la Santé, qualifie la mesure de « radicale », avec pour objectif de lutter contre les inégalités hommes-femmes et de redynamiser le taux de natalité du pays.

#### France
En France, le congé de paternité et de l’accueil de l’enfant est un droit dont bénéficie le père salarié ainsi que, le cas échéant, le conjoint ou concubin salarié de la mère ou la personne salariée liée à elle par un pacte civil de solidarité. Depuis 2021, sa durée est de vingt-cinq jours calendaires ou de trente-deux jours calendaires en cas de naissances multiples.

### Québec (Canada)
Au Québec, le droit à un congé de paternité est énoncé à l'article 81.2 de la Loi sur les normes du travail, lequel est d'un maximum de 5 semaines qui peuvent être prises de façon consécutive ou non.

### Suisse
En septembre 2020, un congé paternité de deux semaines a été accepté en votation populaire. Il est en vigueur à partir du 1er janvier 2021.